# Jānis Zvaigzne
Jānis Zvaigzne (ur. 22 grudnia 1892 r. w miejscowości Abelu na Łotwie w granicach Rosji, zm. 5 kwietnia 1954 r. w łagrze w Workucie) – łotewski wojskowy (podpułkownik), dowódca 5 Łotewskiego Policyjnego Pułku Granicznego SS, a następnie Batalionu Budowniczego "Zvaizgne" podczas II wojny światowej
W 1913 r. wstąpił ochotniczo do armii rosyjskiej. Służył w 105 Pułku Piechoty, w szeregach którego brał udział w I wojnie światowej. Awansował od porucznika w październiku 1915 r. do sztabskapitana w listopadzie 1916 r. Został przeniesiony na dowódcę kompanii w 8 Batalionie, a następnie Pułku Strzeleckim w Valmiera. Od sierpnia 1917 r. dowodził batalionem w Łotewskim Rezerwowym Pułku Strzeleckim. W grudniu tego roku został zwolniony ze służby wojskowej. W lutym 1918 r. został aresztowany przez Niemców; w kwietniu udało mu się zbiec z więzienia.
W Sankt Petersburgu działał w antybolszewickim podziemnym ruchu. We wrześniu wstąpił do wojsk białych, obejmując dowództwo kompanii, a następnie zostając zastępcą dowódcy oddziału oficerskiego. W czasie walk z bolszewikami został ranny. W czerwcu 1919 r. awansował na podpułkownika, a w październiku na pułkownika. Od kwietnia tego roku dowodził pułkiem Kozaków Woroneskich, od maja – batalionem starobielskim, a od października – 3 Samodzielną Brygadą. W marcu 1920 r. zachorował na tyfus i został przewieziony do Noworosyjska, gdzie dostał się do niewoli bolszewickiej. Udało mu się oszukać bolszewików, że jest szeregowcem i po krótkim czasie wyszedł na wolność.
Powrócił na Łotwę, gdzie wstąpił do armii łotewskiej, dostając 30 października 1920 r. stopień kapitana. Służył jako dowódca kompanii, a następnie batalionu w 1 Pułku Strzeleckim Dywizji Granicznej. W 1922 r. przeszedł do 10 Pułku Piechoty w Aizpute, będąc dowódcą batalionu, intendentem i szefem sztabu. W 1925 r. awansował na podpułkownika. Od listopada 1939 r. dowodził batalionem w 11 Pułku Piechoty w Dobele, a od lipca 1940 r. był zastępcą dowódcy 7 Pułku Piechoty w Siguldzie. Po aneksji Łotwy przez ZSRR pozostał w służbie wojskowej, obejmując we wrześniu funkcję zastępcy dowódcy 285 Pułku Strzeleckiego. W październiku został jednak usunięty z wojska.
Kiedy wojska niemieckie zajęły obszar Łotwy w 1941 r., podjął współpracę z okupantami. 19 lutego 1944 r. został zmobilizowany do łotewskich oddziałów SS, obejmując dowództwo 5 Łotewskiego Policyjnego Pułku Granicznego w stopniu Waffen-Obersturmbannführera der SS (patrz: Łotewskie Policyjne Pułki Graniczne SS). Od grudnia był dowódcą Batalionu Budowniczego "Zvaizgne".
9 maja 1945 r. dostał się do niewoli sowieckiej w Kurlandii. Trafił do obozu filtracyjnego w Charkowie. 28 lipca 1948 r. dostał karę 25 lat więzienia. Zmarł w łagrze w Workucie 5 kwietnia 1954 r.
Był odznaczony m.in. rosyjskim Orderem Św. Jerzego 4 klasy z mieczami, Orderami Św. Stanisława 2 klasy z mieczami i 3 klasy z mieczami, Orderami Św. Anny 2 klasy, 3 klasy z mieczami i 4 klasy, Orderem Św. Włodzimierza 4 klasy z mieczami, łotewskim Orderem Trzech Gwiazd 4 klasy, Żelaznym Krzyżem 2 klasy.